# Дневной геккон Гюнтера
Дневной геккон Гюнтера (лат. Phelsuma guentheri) — вид гекконов из рода фельзум, обитающий исключительно на острове Иль-Ронд (Маскаренские острова).

## Этимология
Видовое название, guentheri, получил в честь рождённого в Германии британского герпетолога Альберта Гюнтера.

## Внешний вид и строение
Дневной геккон Гюнтера является одним из крупнейших дневных гекконов. Самцы могут достигать длины около 30 см, но обычно намного мельче. Самки этого вида, как правило, гораздо мельче самцов. Окрас сероватый или серовато- коричневый. Тёмно-коричневая полоса проходит от ноздри через глаз над ушным отверстием. На спине могут присутствовать тёмные пятна. Брюшная сторона белая или желтоватая.

## Распространение
Дневные гекконы Гюнтера обитали первоначально и на острове Маврикий, но вымерли там после появления крыс и кошек. Теперь они обитают только на острове Иль-Ронд (известном также как остров Круглый), в 22 км к северо-востоку от Маврикия.

## Экология
Дневной геккон Гюнтера часто встречается на бутылочной пальме, веерной пальме Latania loddigesii и панданусе. Так как большая часть первоначальной растительности на острове Круглом исчезла из-за деятельности завезённых коз и кроликов, гекконы вынуждены скрываться в трещинах скал. Остров был очищен от коз и кроликов в 1986 году, что улучшило условия обитания вида. Питаются различными насекомыми и другими беспозвоночными. Они также слизывают сок мягких фруктов, пыльцу и нектар. Самки откладывают до 8 яиц. Молодой вылупляются примерно через 58—104 дней. Длина тела молоди 75 мм. Яйца откладываются обычно в июне, но могут делать это с февраля по сентябрь.
На дневных гекконов Гюнтера охотятся маскаренские удавы: многокилевая болиерия (Bolyeria multocarinata) (вымерла в конце XX века), древесный маскаренский удав (Casarea dussumieri), а также крупный местный сцинк лейолописма Телфера.

## Содержание в неволе
Эти животные находятся под угрозой исчезновения и потому их разводят в Парке дикой природы имени Даррелла.